# Siegessäule
För andra betydelser, se Siegessäule (olika betydelser).

Siegessäule (tyska för Segerkolonnen) är ett minnesmärke i Großer Stern i stadsparken Tiergarten i Berlin och en av Berlins främsta sevärdheter. Längst upp finns en utsiktsplattform under Victoriastatyn.

## Historia

### Tidiga år
Siegessäule, som är 67 meter hög, ritades av arkitekten Heinrich Strack och uppfördes 1864 som enbart en kolonn och monument över Preussens (och kejsardömet Österrikes) seger i kriget mot Danmark 1864. Efter de preussiska segrarna i krigen mot Österrike 1866 samt mot Frankrike 1870–1871, segrar som ledde fram till Tysklands enande 1871, försågs Siegessäule med den förgyllda skulpturen Viktoria av Friedrich Drake.
Siegessäule återinvigdes 1873 av kejsar Vilhelm I och Otto von Bismarck. Den stod då vid Königsplatz (i dag Platz der Republik) framför Riksdagshuset, vilket nazisterna lät stå kvar som nedbrunnen ruin efter branden den 27 februari 1933. 

### Flytt och efterkrigstiden
I samband med Albert Speers planer för att skapa den nya rikshuvudstaden Germania under 1930-talet, flyttades Siegessäule ut till Großer Stern i parken Tiergarten 1938–1939. Den står således numera mitt i rondellen på Strasse des 17. Juni (före sommaren 1953 Charlottenburger Chaussee) – paradgatan som går genom Tiergarten i öst-västlig riktning. 
Efter andra världskriget var monumentets framtid oviss och en rivning såg ut att vara nära förestående. Det var den franska ockupationsmakten (monumentet kom alltså att ligga i Västberlin) som ville riva Siegessäule, men amerikanerna och britterna var emot en rivning. Siegessäule fick sedermera stå kvar, men fransmännen avlägsnade en skylt som förkunnade den tyska segern över fransmännen.

### Senare år
Under 1980-talet följde en renovering av Siegessäule som var klar 1989. I den nedre delen av Siegessäule finns ett museum över monumentets omväxlande historia.
Siegessäule kallas i folkmun för "Goldelse" ("Guld-Elsa") bland berlinarna.

## Galleri

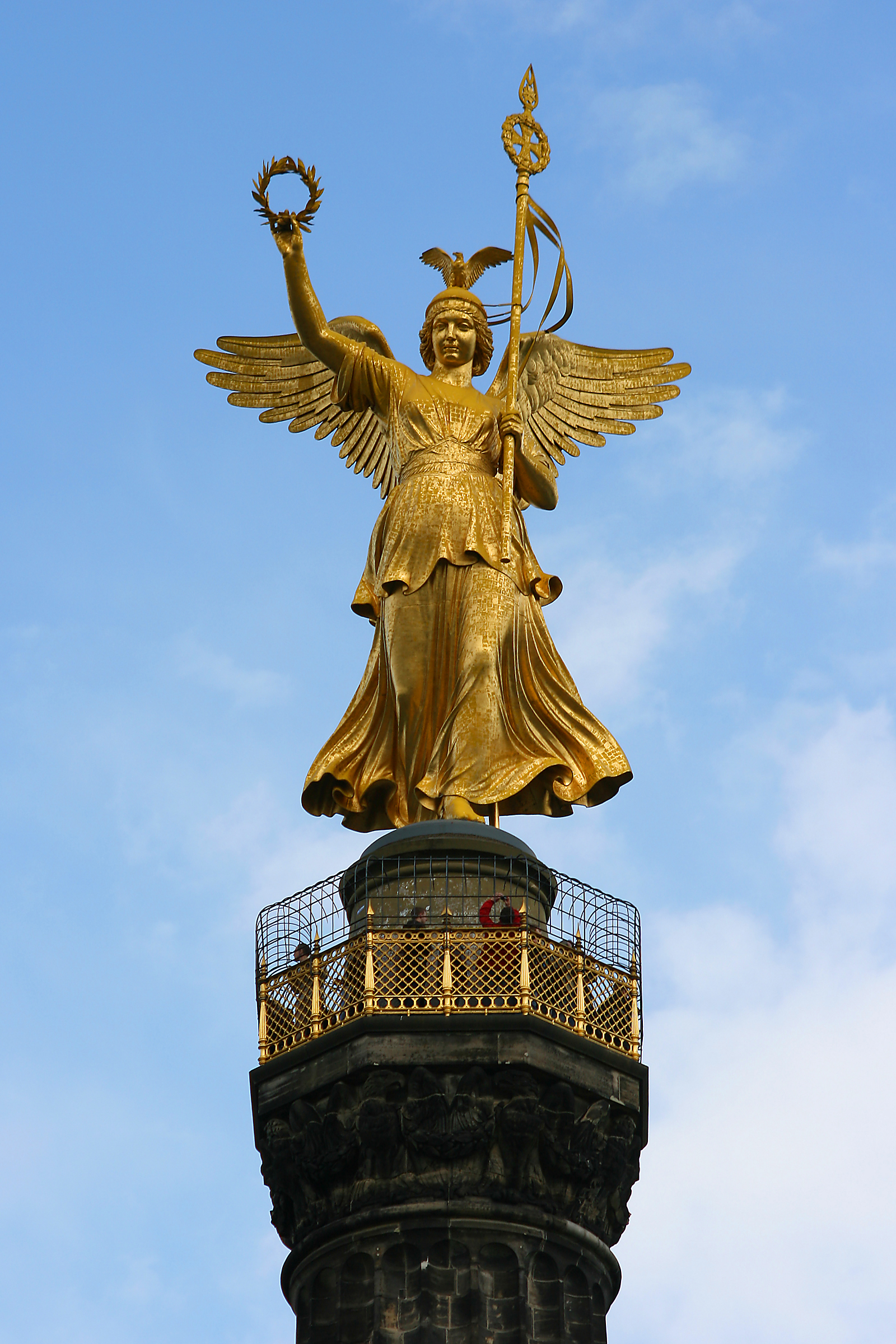
Victoriastatyn och utsiktsplattformen längst upp i Siegessäule.
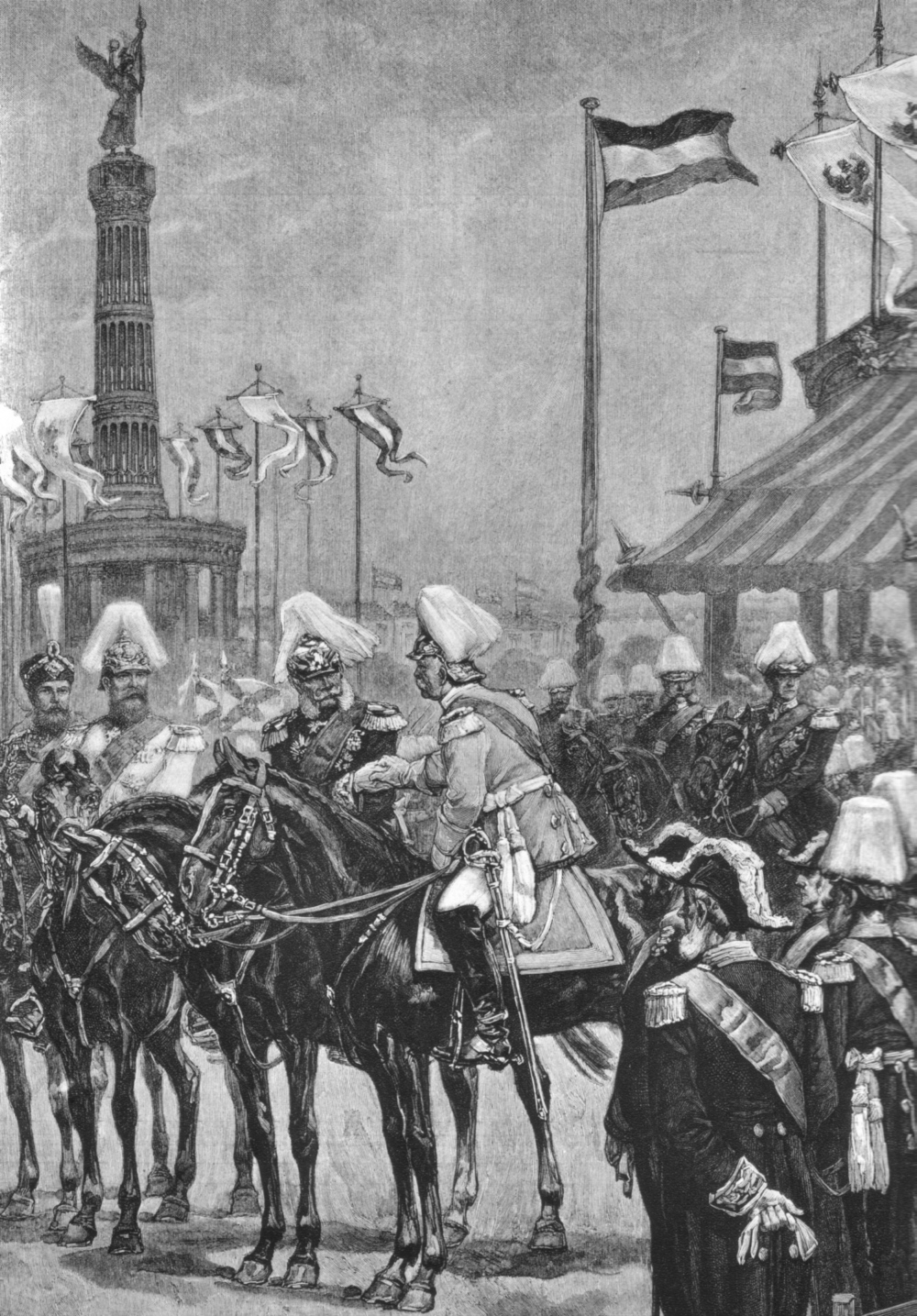
Återinvigningen den 2 september 1873. Observera flaggorna i bakgrunden, som var svart-vit-röda, Tysklands flagga 1871–1920 samt mars 1933–september 1935.